# Juan Antonio Anquela
Juan Antonio Albacete Anquela (Linares, Jaén, 11 de setembre de 1957), encara que la seva infantesa la va passar a Arquillos (Jaén), conegut com a Juan Antonio Anquela, és un entrenador de futbol i exfutbolista espanyol. És sobrenomenat Anquelotti (en referència a Carlo Ancelotti).

## Carrera com a jugador
Anquela era un extrem format a les categories inferiors del Real Jaén Club de Futbol.
Comença la seva carrera a les categories inferiors del Real Jaén; la temporada 1977-78 és cedit a l'Úbeda Club de Futbol i després de la cessió retorna al club de Jaén, on romandria durant quatre temporades i mitja. Al Jaén, comença sent suplent però a poc a poc es va fent amb un lloc en l'onze inicial gràcies a la seva velocitat, assistències i arribada a gol. Durant aquesta etapa són continus els problemes econòmics en el club andalús, i es parlava del possible traspàs d'Anquela a un equip de superior categoria per atenuar-los, traspàs que no arribaria a produir-se. La campanya 1982-83, es produeix un canvi en la directiva del Real Jaén que resol els problemes econòmics del club. Només continua de la campanya anterior Anquela, que uns mesos més tard, el gener de 1983, és traspassat a l'Elx CF.

### Pas per l'Elx Club de Futbol
Anquela entra ràpidament en els plans de l'entrenador Cayetano Ré, i tot i arribar amb la temporada iniciada disputa 6 partits, la majoria com a titular. Ja adaptat al seu nou club, en la següent campanya la 83-84, es converteix en peça clau de l'equip que acabaria ascendint. Jugant en l'extrem dret completa una gran temporada, tant en xifres com en joc, rubricant la seva actuació en marcar un dels gols que donaven l'ascens en el partit contra el Bilbao Athletic (López Murga, 2, i Quesada van marcar els altres 3 gols).
Ja a Primera Divisió, disminuiria el seu rendiment; tot i que va ser dels jugadors més utilitzats. La campanya acaba amb el descens del club en Segona Divisió, on disputaria la seva última temporada com franjiverde amb una participació decreixent.
Després del seu pas per l'Elx CF signaria, juntament amb el porter Pedro Muñoz, per l'Albacete Balompié, retornant a la Segona B, categoria en la qual seguiria militant durant uns anys més passant pel Linares CF, de davanter centre i marcant 25 gols, i el Còrdova CF.
Els últims anys de la seva carrera els va passar al Torredonjimeno CF, CD Iliturgi, dirigit per Tolo Plaza i, finalment, al Real Jaén, on es retiraria.

## Carrera com a entrenador
Inicis
Després de penjar les botes va entrar al cos tècnic del Real Jaén, com a segon entrenador de Tolo Plaza, ex entrenador de l'Elx CF que va ascendir a Segona Divisió el club llevantí la temporada 98-99. Al Real Jaén va disputar 6 fases de promoció d'ascens a Segona Divisió, sent partícip dels dos últims ascensos del club a Segona Divisió. També va arribar a ser el primer entrenador del conjunt andalús en diverses ocasions: primer de forma temporal el 1997 i 2000; i posteriorment, durant una mica més temps, entre 2001 i 2003.
Després de dirigir el Real Jaén, Anquela va entrenar diferents equips com l'Osca (només durant 3 mesos, aconseguint finalment la permanència en la categoria de bronze), Unió Esportiva Melilla (la temporada 2005-2006) i Águilas CF (en els últims mesos del curs 2006-2007).
AD Alcorcón
El febrer de 2008, fitxa per l'AD Alcorcón, que passava per un moment molt complicat, però aconsegueix remuntar el vol de l'equip groc i portar-lo a la permanència. A més, crida l'atenció de mitjans esportius nacionals i internacionals en golejar per 4-0 el Reial Madrid en l'Estadi Santo Domingo d'Alcorcón, Madrid, el 27 d'octubre de 2009 durant l'eliminatòria de setzens de final de la Copa del Rei. En el partit de tornada el 10 de novembre de 2009, l'Alcorcón aconsegueix la classificació - amb l'Alcorconazo - en perdre en l'estadi Santiago Bernabéu per 1-0, la qual cosa li dona la victòria global 4-1 i el fer història passant a vuitens de final de la Copa del Rei a costa del Reial Madrid.
Finalment, en aquesta mateixa temporada (temporada 2009-10) aconsegueix la gesta d'ascendir l'Alcorcón a Segona Divisió A per primera vegada en la seva història després d'eliminar l'Ontinyent. Una vegada en la categoria de plata (temporada 2010-11), l'equip madrileny va aconseguir una salvació bastant còmoda, fins i tot arribant a somiar amb els play-off d'ascens.
La temporada 2011-12, porta l'Alcorcón fins al quart lloc de la taula i guanya el Trofeu Miguel Muñoz. L'equip alfarero va perdre l'última ronda del play-off d'ascens davant el Reial Valladolid.
Granada CF
El 18 de juny de 2012, es va anunciar el seu fitxatge pel Granada CF, equip que militava a la Primera Divisió espanyola, signant un contracte de dos anys. Després de sumar 20 punts en 21 partits, va ser destituït el 30 de gener de 2013.
CD Numància
L'11 de juny de 2013, va ser contractat com a nou tècnic del Club Deportivo Numancia per una temporada, la qual cosa significa el retorn a les banquetes de Segona Divisió per a l'entrenador de Linares. Amb el Numància, va aconseguir guanyar la Copa de Castella i Lleó de futbol, sent el primer trofeu regional per al quadre sorià. L'equip va estar diverses jornades en llocs de promoció d'ascens en la Lliga, però una mala ratxa de resultats a la recta final del campionat li va deixar en terra de ningú en la classificació. El seu contracte va ser renovat per un any més just abans d'acabar la temporada. El 22 de maig de 2015, anuncia que deixarà la banqueta dels Pajaritos a final de temporada, tornant a portar a l'equip a la zona temperada de la taula.
SD Osca
El 30 de novembre de 2015, va fitxar per la SD Osca. Gràcies a un gran final de temporada, va aconseguir assegurar una còmoda permanència per al conjunt altaragonès (12è, 55 punts), i va ser renovat per una temporada més. En la campanya 2016-17, la SD Osca es va sobreposar a un mal inici i va acabar en el 6è lloc en la classificació, per la qual cosa va accedir a la promoció d'ascens. No obstant això, el Getafe CF va eliminar els homes d'Anquela en semifinals. El 20 de juny de 2017, el club va confirmar la marxa d'Anquela.
Real Oviedo
El 23 de juny de 2017, es va incorporar al Reial Oviedo. L'equip asturià va finalitzar la Lliga en 7a posició, quedant-se a les portes de la promoció d'ascens. El 22 d'abril de 2019, va arribar a un acord amb el club per rescindir el seu contracte, deixant el conjunt ovetenc com a 9è classificat.
RC Deportivo
El 2 de juliol de 2019, va ser presentat com a nou entrenador del Real Club Deportivo de La Coruña, sent acomiadat el 7 d'octubre del mateix any després d'aconseguir una sola victòria en deu jornades.